# Escuelas Públicas de Brockton
Las Escuelas Públicas de Brockton (Brockton Public Schools, BPS) es un distrito escolar de Massachusetts. Tiene su sede en Brockton.
El distrito tiene estudiantes de muchos países, incluyendo varios países que habla español, Albania, Angola, Brasil, Cabo Verde, Camboya, China, Corea, Haití, India, Laos, Lituania, Pakistán, Polonia, Portugal, Romania, Rusia, Turquía, y Vietnam.